# Машозеро (озеро, Беломорский район)
Машозеро — озеро на территории Сосновецкого сельского поселения Беломорского района Республики Карелии.

## Общие сведения
Площадь озера — 5,9 км², площадь водосборного бассейна — 1270. Располагается на высоте 111,9 метров над уровнем моря.
Форма озера лопастная, продолговатая: оно вытянуто с северо-запада на юго-восток. Берега изрезанные, каменисто-песчаные, местами заболоченные.
Через озеро протекает река Тунгуда, впадающая в реку Нижний Выг.
В озере более десяти безымянных островов различной площади, однако их количество может варьироваться в зависимости от уровня воды.
На северном берегу Машозера располагается деревня Машезеро, через которую проходит дорога местного значения 86К-31 («Пушной — Новое Машезеро»).
Код объекта в государственном водном реестре — 02020001311102000008746.